# Morris Weitz
Morris Weitz, né le 24 juillet 1916 et mort le 1er février 1981, est un philosophe américain, spécialiste de philosophie de l'art et d'esthétique analytique.
Il obtient son doctorat à l'université du Michigan. Au cours de sa carrière, il a enseigné au Vassar College, à l'université d'État de l'Ohio et à l'université Brandeis. Son travail concerne principalement la philosophie de l'art.

## Travaux
La publication la plus célèbre de Weitz est un article intitulé « Le rôle de la théorie en esthétique » (1956). Ce travail a suscité un important débat en philosophie de l'art, et fait partie d'un mouvement plus large connu comme « anti-essentialisme ». Ce mouvement était populaire dans les années 1950 et était également défendu par W.B. Gallie, W.E Kennick et Paul Ziff. La contribution de Weitz est cependant la plus populaire, parmi les contributions à l'anti-essentialisme, ainsi que l'une des contributions les plus débattues de l'esthétique du XXe siècle. 
Dans cet article, Weitz critique la méthodologie traditionnelle, qu'il juge essentialiste, et propose d'utiliser le concept d'air de famille de Wittgenstein comme méthode alternative d'identification des objets artistiques. Weitz suggère qu'en se posant la question « Qu'est-ce que l' art ? » les esthéticiens s'attachent à une question totalement erronée, mal posée. La question que Weitz considère comme fondamentale est « Quel type de concept est l'art ? ». Il utilise cette question, autant pour défendre l'air de famille wittgensteinien, que pour défendre l'idée d'art comme « concept ouvert ».
Weitz est communément considéré comme ayant donné un regain d'intérêt à l'esthétique, au sein de la philosophie analytique, dans laquelle ses arguments ont été débattus pendant une cinquantaine d'années. L'une des réponses les plus célèbres est peut-être celle de Maurice Mandelbaum dans « Family Resemblances and Generalizations Concerning the Arts » (1965). 
Weitz développa plus tard une philosophie de la critique, dans laquelle le critique est tenu de décrire, interpréter, évaluer, pour enfin élaborer des théories sur l'œuvre en question.

## Publications
- « The Role of Theory in Aesthetics », The Journal of Aesthetics and Art Criticism, Vol. 15, No. 1, pp. 27-35, sept. 1956 jstor

- Philosophy of the Arts, 1950
- Philosophy in literature, 1963
- Philosophy of the arts, 1964
- Hamlet and the philosophy of literary criticism, 1964